# Cyathocoma
Cyathocoma är ett släkte av halvgräs. Cyathocoma ingår i familjen halvgräs.
Kladogram enligt Catalogue of Life:
| Cyathocoma | \| \| Cyathocoma bachmannii \| \| \| \| \| \| Cyathocoma ecklonii \| \| \| \| \| \| Cyathocoma hexandra \| \| \| \| |
|            | \| \| Cyathocoma bachmannii \| \| \| \| \| \| Cyathocoma ecklonii \| \| \| \| \| \| Cyathocoma hexandra \| \| \| \| |
|            | Cyathocoma bachmannii                                                                                               |
|            | |
|            | Cyathocoma ecklonii                                                                                                 |
|            | |
|            | Cyathocoma hexandra                                                                                                 |
|            | |